# Ain Chrichira
Ain Chrichira o Chirichira és una zona que pren el nom d'una font, situada a la muntanya Djebel Chrichira, regada per l'oued Chrichira. Està situada a la governació de Kairuan, a la delegació d'Haffouz, a Tunísia, a menys de 30 km a l'oest de Kairuan i propera a l'embassament de El Houareb. Fou declarada reserva natural per ordre del Ministeri d'agricultura de 18 de desembre de 1993, però està encara poc arranjada. Cobreix una superfície de 122 hectàrees. És una excel·lent zona ornitològica.